# Mazzabubù (programma televisivo)
Mazzabubù era un programma televisivo di varietà trasmesso nel 1975; è andato in onda il sabato in prima serata sul Programma Nazionale (l'odierna Rai 1) per quattro settimane ed era condotto da Gabriella Ferri, Pippo Franco, Oreste Lionello, Enrico Montesano e Gianfranco D'Angelo, con la regia di Antonello Falqui.

## Il programma
Era ripreso in via sperimentale a colori, così come era accaduto con il precedente varietà televisivo realizzato da Falqui nel 1973, Dove sta Zazà, sempre con protagonisti la Ferri e gli attori del Bagaglino, anche se all'epoca i telespettatori lo videro comunque in bianco e nero, visto che i TV Color in grado di ricevere il segnale televisivo a colori in Italia furono messi in commercio solamente l'anno dopo. Mazzabubù è quindi uno di quei programmi colorati che la Rai realizzò prima dell'avvio ufficiale delle trasmissioni televisive a colori in Italia (avvenuto il 1º febbraio 1977). Il varietà è stato riproposto a metà primavera 1980 sulla Rete 2 della RAI, fino nei primi di giugno, prima delle stragi per Ustica e Bologna nei primi d'agosto.
Il motivo ispiratore del programma era costituito dagli anni cinquanta, di cui si voleva effettuare una rievocazione attraverso i vari momenti dello spettacolo, che comprendeva canzoni, balletti e scenette comiche.
Alcune canzoni presentate nella trasmissione da Gabriella Ferri vennero poi raccolte nell'album Mazzabubù, pubblicato nello stesso anno. Nel 1980 sono repliche story su Rai 2.